# 陳柏惟罷免案
台灣基進黨籍政治人物陳柏惟，在擔任臺中市第二選舉區第10屆立法委員時，被該選區選民楊文元依《公職人員選舉罷免法》提起罷免案，俗稱刪Q案。投票原定於2021年8月28日進行，但由於2019冠狀病毒病臺灣疫情影響，延至同年10月23日。總投票人數為294,976人，最終結果為同意票77,899票，不同意票73,433票，投票率51.72%。由於有效同意票數多於不同意票數且達選舉區選舉人總數四分之一以上（73,744），因此罷免成功，陳柏惟於10月28日解職，且四年內不得再次參選該區立委。隨後臺中市第二選舉區在2022年1月9日舉行補選，由民主進步黨的林靜儀當選，完成陳柏惟餘下任期。
本案是中華民國史上首件通過且截至2025年6月唯一一件通過的立法委員罷免案。

## 背景
2020年1月11日，陳柏惟以5,073票之差距擊敗中國國民黨尋求連任的立委顏寬恆，終結台中顏氏家族30年來參選不敗紀錄，成為臺灣基進首位立法委員。但任内因其言行爭議而引起民眾兩極評價，部分選民認為其無心地方服務，也對其支持開放萊豬、大麻合法化等議題，以及反對增購世界衛生組織認證疫苗（包括 BNT疫苗、莫德納COVID‑19疫苗、AZ疫苗、嬌生疫苗）感到不满。
2021年2月，「刪Q總部」成立，由龍井區民楊文元為領銜人，在2月8日正式提出對其之罷免一階提案，3月5日中選會公告通過；3月13日開始進行二階連署，5月10日向中選會提交連署書，於2021年7月2日正式成案。中選會原依法定於同年8月24日進行罷免投票，但因正逢COVID-19疫情大規模爆發，中選會另於7月16日決議延後至同年10月23日投票。
同時，這次罷免案被部分新聞媒體以及泛綠陣營視為前高雄市市長韓國瑜在2020年被罷免後，韓國瑜和國民黨一些支持者發起的罷免案之一；除了陳柏惟所屬的台灣基進之外，民主進步黨和綠黨亦表明不認同這次對陳柏惟的罷免。
另一方面，國民黨等泛藍陣營則高調支持罷免，並且揭露許多陳柏惟的黑歷史，顏家也在罷免案成立後表態支持罷免。正反兩大陣營的動員，加上中國大陸官媒中国中央电视台也有相關報導，令這次罷免投票受到不少關注。
此次罷免案由龍井區區民，「刪Q總部」代表楊文元發起。在2021年2月1日，他在國民黨台中市議員羅廷瑋及大里區立仁里長鄭伯其陪同下召開記者會，宣布成立「刪Q總部」。雖然他得到國民黨支持，但指自身無黨無派，因看不慣陳柏惟「政見跳票」等才站出來。

## 制度
依照《公職人員選舉罷免法》第九十條第一項，罷免投票的通過門檻必須同時符合以下兩條件：
1. 有效同意票數多於不同意票。
2. 同意票數達原選舉區選舉人總數四分之一以上。

## 罷免案日程
| 日期             | 事項               |
| ---------------- | ------------------ |
| 2021年7月2日     | 罷免案成立         |
| 2021年7月13日前  | 被罷免人提出答辯書 |
| 2021年7月13日    | 發布罷免公告       |
| 2021年8月8日     | 投票人名冊編造完成 |
| 2021年10月13日   | 公辦電視罷免說明會 |
| 2021年10月19日前 | 公告罷免投票人人數 |
| 2021年10月23日   | 投票、開票         |
| 2021年10月29日前 | 審定罷免投票結果   |
| 2021年10月29日   | 公告罷免投票結果   |

## 罷免理由與答辯及涉及議題
中央選舉委員會於7月13日發布罷免公告，公佈罷免理由書及答辯書。
罷免領銜人楊文元於2月8日赴中選會提交提議書時，提出罷免「4大理由」，並在罷免理由書將其總結為四點：
1. 無心地方服務，承諾政見一再跳票（台中火力發電廠與台中市空氣議題、與於台灣各地廣設服務處）
2. 無心監督民意所託，背離選區民意（贊成進口美國豬肉、對大麻與社會議題態度）
3. 發言荒腔走板，失格、失言新聞頻傳（針對立法院質詢與Facebook發文）
4. 面對反對聲音，經常使用暴力及恐嚇言論（追打吳怡玎、揚言提告周克琦等事件）

而陳柏惟則在罷免答辯書中，以「做台灣的工，走台灣的路」為題，強調出席率100%與立法院提案、接受民眾陳情件數。

## 電視說明會
臺中市選舉委員會於2021年10月13日宣布，將於晚間19時舉辦陳柏惟罷免案電視說明會。

## 連署結果
|                          | 個數       | ％         | 占選舉人數％ |
| ------------------------ | ---------- | ---------- | ------------ |
| 選舉人數                 | 291,122    | 100.00     | 100.00       |
| 第一階段罷免提案門檻人數 | 2,912      | 1.00       | 1.00         |
| 合格數                   | 3,744      | 85.93      | 1.29         |
| 不合格數                 | 613        | 14.07      | 0.21         |
| 總提案人數               | 4,357      | 100.00     | 1.50         |
| 第二階段罷免連署門檻人數 | 29,113     | 10.00      | 10.00        |
| 合格數                   | 27,270     | 84.18      | 9.37         |
| 不合格數                 | 5,126      | 15.82      | 1.76         |
| 連署人數                 | 32,396     | 100.00     | 11.13        |
| 相差                     | 1,843      |            |              |
| 補連署合格數             | 8,803      | 3.02       | 3.02         |
| 補連署不合格數           | 2,780      | 0.95       | 0.95         |
| 補連署數                 | 11,583     | 3.98       | 3.98         |
| 總合格數                 | 36,073     | 12.39      | 12.39        |
| 總連署人數               | 43,979     | 100.00     | 15.10        |
| 結果                     | 罷免案成立 | 罷免案成立 | 罷免案成立   |

## 民意調查
| 日期       | 機構   | 樣本數 | 參與投票% | 參與投票且投同意票% | 贊成罷免% | 參與投票且投反對票% | 反對罷免% | 其他% |
| ---------- | ------ | ------ | --------- | ------------------- | --------- | ------------------- | --------- | ----- |
| 2021-09-13 | TVBS   | 1075   | 43.4      | 27.0                | 50.7      | -                   | 24.4      | 24.8  |
| 2021-10-04 | TVBS   | 1073   | 46.4      | 30.0                | 52.1      | -                   | 20.7      | 27.1  |
| 2021-10-09 | 美麗島 | 1071   | 34.7      | 32.7                | 37.2      | 16.9                | 25.7      | 37.1  |

## 投票前反應

### 中華民國

#### 台灣基進
本人
陳柏惟表示，他永遠不會忘記在2018年參選市議員時的失利，到後來2020年當選立委的感動，這些他在從政路上、人生路上的經歷，都會深刻謹記在心上，他希望為台灣做更多的事，帶來更多的感動，希望跟喜歡他的民眾一起再譜感人的樂章。陳又指，如果不喜歡一個人、政治立場不同，有4年一次的民主制度，罷免是罪大惡極、完全不適任，甚至是出賣國家，但這些他都沒有做，甚至他也沒有離開崗位、利用權勢來做不適當的事，就立委的工作本質上，理應是不應該被罷免。
陳柏惟強調，台灣基進就是一人當選、全黨服務，全國的總部、服務處開設，用政黨補助款繼續尋覓對政治工作有理想的青年，黨一直都在運作，而海線的這條路，需要全國幫忙，要熟悉路況、交通號誌，讓這台車下去跑，台灣基進的態度是「一人當選、全黨服務」，國民黨是「罷免一人、全黨投入」，相信民眾會有最直接的感受。
陳柏惟又指出，他是拍電影出身的，電影沒有拍完，不知道票房、市場，只要電影拍好的話，相信觀眾會買單，不知道會不會得獎，已經是可以用4年的時間完成，但是現在是1年9個月，拍一半也要上映，就是盡力推出自己最好的表現。
中央黨部
台灣基進支持陳柏惟委員留任。陳柏惟指出，台灣基進的協助主要著重在新聞處理、陸戰組織的幫忙，黨中央現在也幫忙掃地方市場，讓大家知道有這件事情，向支持者、民眾說明台灣民主遇到困難。

#### 民主進步黨
民主進步黨支持陳柏惟委員留任。2021年10月13日，民進黨主席蔡英文於中常會表態，全力支持陳柏惟，稱罷免為政黨惡鬥，台灣的民主是基於理性溝通，不是惡意報復。英系立委跟進。
民進黨發言人謝佩芬於9月15日表示，民進黨中部的黨公職已明確表態支持陳柏惟留在立法院，民進黨中央也會保持關心的立場，全力支持問政認真的立委，也呼籲國民黨停止報復性打壓。
年初被罷免的前桃園市議員王浩宇在臉書分析，陳柏惟罷免案「冷戰不一定輸、熱戰不一定贏」，對於陳柏惟選擇正面對決，他認為台中市長盧秀燕有地方執政優勢，加上顏家在「大烏龍」選區勢力雄厚，如果拉高到政黨對決，他覺得「抖抖的」，至於罷免會不會過，王浩宇指出，他仍然認為有困難。就算民進黨投不贏反對票，但在顏家極力動員下，動員恐怕還是難以超過25%的門檻，在投票率越高越危險，暫時示弱是正確的策略。

#### 中國國民黨
中國國民黨支持罷免陳柏惟。
中國國民黨主席朱立倫表示，對於「刪Q」，只有是非、對錯，沒有政黨之別，是以地方力量為主，呼籲當地所有民眾出來投票，不要有任何意識形態。
国民党立委暨前主席江啟臣在臉書發文表示，如果地方鄉親的需求真有被照顧到，如果選民為陳柏惟的發言與問政感動、驕傲，曾經給過陳機會的台中第二選區選民，為何如今會有這麼多人連署同意罷免？另外也提醒陳柏惟，千萬別忘記投給他、託付給他的在地選民，這些才是陳的民意基礎、要負責的對象。鄉親不希望開放萊豬、不想「用肺發電」，鄉親希望國產疫苗審核標準比照國際疫苗、更對毒品零容忍；這些不是人民卑微的請求，而是民主政治的責任，「你不挺人民，人民就不會挺你，這道理再簡單不過」。
國民黨立法院黨團總召集人費鴻泰表示，最後勝敗關鍵在於投票率，黨團成員是否助陣宣傳，完全配合刪Q總部。費鴻泰分析，蔡英文雖然表態「反刪Q」，但效果跟是否親自去站台挺陳柏惟還是不太一樣。費鴻泰也提到，陳柏惟已不再是素人，陳這一年網路聲量夠多，但最近包含賭博性電玩等說兩個謊對陳很傷，陳遭罷免可能性高。
同屬台中市第二選區的前立委顏寬恒於9月8日正式宣布，將以「義工」身分參與罷免團體的活動，並指出過去1年多，陳柏惟的種種行徑令選民失望，「鄉親們值得更好的人」。10月19日投票日在即，顏又發文表示「這些人一輩子沒住過我們的故鄉，卻想要當我們的主人、決定我們的命運」，鼓勵鄉親一定要出來投票。
國民黨台南市議員蔡育輝認為，罷免方較少感動人心的訴求，而國民黨支持罷免是「師出無名」，陳柏惟不會被罷免。
國民黨台北市議員王鴻薇諷刺，平常只要是不支持民進黨，就會被台灣基進批評是「中共同路人」、「不投給民進黨，就是投給共產黨」；甘願做民進黨打手的台灣基進，面臨唯一一席立委要被罷免，突然在政論節目上向台灣民眾黨與時代力量的支持者求援，向自己口中的「中共同路人」求救，「到底有沒有一點尊嚴？基進黨不要這麼噁心」。

#### 臺灣民眾黨
臺北市市長兼台灣民眾黨創黨主席柯文哲認為，陳柏惟有理想，而且他也不喜歡這種罷免風潮。
民眾黨立委蔡壁如在臉書表示，當初民進黨對國民黨前高雄市市長韓國瑜進行人格滅毀戰，如今國民黨有樣學樣，「是不是剛好而已」；至於罷免陳柏惟與否的立場，她表示「我的立場是『反對藍綠政黨惡鬥下的全面性人格毀滅戰』」，她並呼籲大家冷靜省思罷免制度。

#### 時代力量
時代力量雲林縣議員廖郁賢於10月5日在其臉書專頁聲明反對「報復性罷免」，為時代力量首位對陳柏惟委員罷免案表態之民意代表。廖郁賢認為罷免要有合理性，韓國瑜被罷免是因為他承諾要當好當滿高雄巿長，卻在當選後，立刻宣佈參選總統，又不放棄高雄巿長，這是高雄人所無法接受的。但他被罷免後，接下來一連串的罷免行動，都是為反制韓國瑜被罷免的行動，尤其刪Q團體要把拉他下來，大張旗鼓，國民黨主席朱立倫還帶頭造謠，不惜散播假訊息，被公督盟打臉仍持續在操作三人成虎的策略，這不只是針對3Q本人，而是對台灣民主政治的破壞。
10月13日上午時代力量立法院黨團總召集人邱顯智、幹事長王婉諭接連發出聲明，表態反對罷免案。邱顯智支持「不同意罷免陳柏惟」，但強調這不代表對陳柏惟個人政治理念、相關作為無條件的支持，更不代表對於台灣基進長期汙衊抹黑時代力量的作為視而不見，而是認為「理性的公開運用」以及「理念的良性競爭」才是民主政治追求的目標和國家長久發展的唯一途徑，所以反對報復性罷免、污衊抹黑及仇恨動員。王婉諭強調，罷免是《憲法》賦予人民的基本權利，政治人物的表現固然可受公評，但應回歸理性的公共事務討論，而不是將其作為政黨惡鬥的工具；去年開始，國民黨勢力便鋪天蓋地對本土派的政治人物進行報復性罷免，一次一次缺乏正當性的罷免投票，消磨的不僅是民眾對於政治人物的信心，更是台灣好不容易建立起的民主基石；而時代力量作為台灣本土第二大政黨，堅持根基於理性、事實的問政，不以謾罵、造謠、抹黑的方式，監督政府的施政與國家未來的方向。
然而，時代力量中央黨部於同日下午發佈新聞稿，針對陳柏惟罷免案，時代力量秘書長兼決策委員會發言人白卿芬表示，日前決策會議之決議認為罷免是屬於公民權，請大家理性討論，也不支持有政治力在其中運作。黨主席兼立法院黨團副總召集人陳椒華表示，邱顯智與王婉諭是以個人名義表態，黨中央尊重投票民意的表現，不會對是否支持陳柏惟做表態。
時代力量中央黨部發佈黨內決議後晚間，新竹市議員廖子齊也於其臉書專頁表態反對造謠抹黑的報復性罷免。她表示，罷免是憲法賦予人民的基本權利，透過罷免得以汰除不適任的民選政治人物，怎樣是不適任，相信每個人心中都有個標準；然而在3Q的罷免案中，卻看見國民黨以黨主席朱立倫為首，全黨積極地參與宣傳罷免3Q，但罷免的理由卻大多禁不起進一步的質疑，或者根本就是錯誤資訊。每個人出來投票的理由很多，希望大家都能接受正確的資訊，形成符合自己價值的判斷，而不是只聽信一方的說法就支持罷免。
10月12日，台灣基進新聞輿情部主任張博洋在三立電視政論節目《鄭知道了》說，希望民進黨、時代力量、台灣民眾黨一起保住陳柏惟。張博洋談話畫面立即遭批踢踢網友截圖，諷刺台灣基進曾經極力抹紅時代力量與民眾黨，「不是嗆人家『中共同路人』？基進現在意思是想勾結境外勢力反罷免？」、「人不要臉，天下無敵」。時代力量第一屆黨員代表暨輔仁大學教授「人渣文本」周偉航批評台灣基進，「拜託人相挺是這種態度嗎？」。

#### 台灣綠黨
綠黨支持陳柏惟委員留任，批評國民黨在這次罷免案中並未提出陳柏惟不適任立委的事證，擔憂罷免制度淪為敗選候選人的報復工具，而且提出陳柏惟是少數關心醫療政策的立委，包括擋下開放中國人來台使用健保、監督健保署不合理的自費醫材上限、主張設立司法精神病院等，充分關注醫療人員和患者就醫的權利。並且主張保護少數政黨在國會的席次，也是台灣政治多元性的展現，呼籲所有珍惜台灣民主的人要團結起來，反對罷免陳柏惟。

#### 自由台灣黨
自由台灣黨支持陳柏惟委員留任，批判國民黨在罷免案中散播不實資訊欺騙選民，認為台灣基進是目前最有力量的獨派政黨，並成功在2020年擊敗在臺中掌權多年的顏家，呼籲所有支持台灣獨立、捍衛台灣民主運動成果的人，共同站出來反對罷免陳柏惟。

### 日本
此罷免案於台灣以外，投票亦得到日本的關注，日本神戶市議員上畠寬弘以「全中文」方式發表文章，表示堅定支持陳柏惟委員，反對立法委員陳柏惟的罷免活動，指這是中國國民黨的惡質策略，罷免陳柏惟委員是有利於中國共產黨及中國國民黨破壞台灣的自由、民主主義的行為。此外，日本台灣醫師連合發出聲明聲援陳柏惟。

### 其他
名嘴朱學恆支持罷免陳柏惟，批評「陳柏惟是一開口就說謊的男人」。朱學恒挖苦，陳柏惟的豬隊友很多：原本面對罷免，陳想要認真跑行程，讓大家覺得他很認真；但陳身邊基進黨的人可能為自己選票而「幫他挖洞」、升高對立，把所有的人都說是「黑暗三部曲」、要毀掉台灣。朱學恆諷刺，陳柏惟是要把中二選區「峰鹿大烏龍」（霧峰區、沙鹿區、大肚區、烏日區、龍井區）的選民都當成中國人民解放軍臥底。他還諷刺，陳柏惟接連被揭發肇事逃逸、涉嫌賭博罪等黑歷史，民進黨卻有不少民意代表在臉書上聲援陳柏惟；以一個幫派來說，民進黨「真的很頂」，只要小弟出事，第一時間不問理由就是力挺小弟，按讚還要比快比狠，「滿朝文武盡是趙高」。

## 投票結果

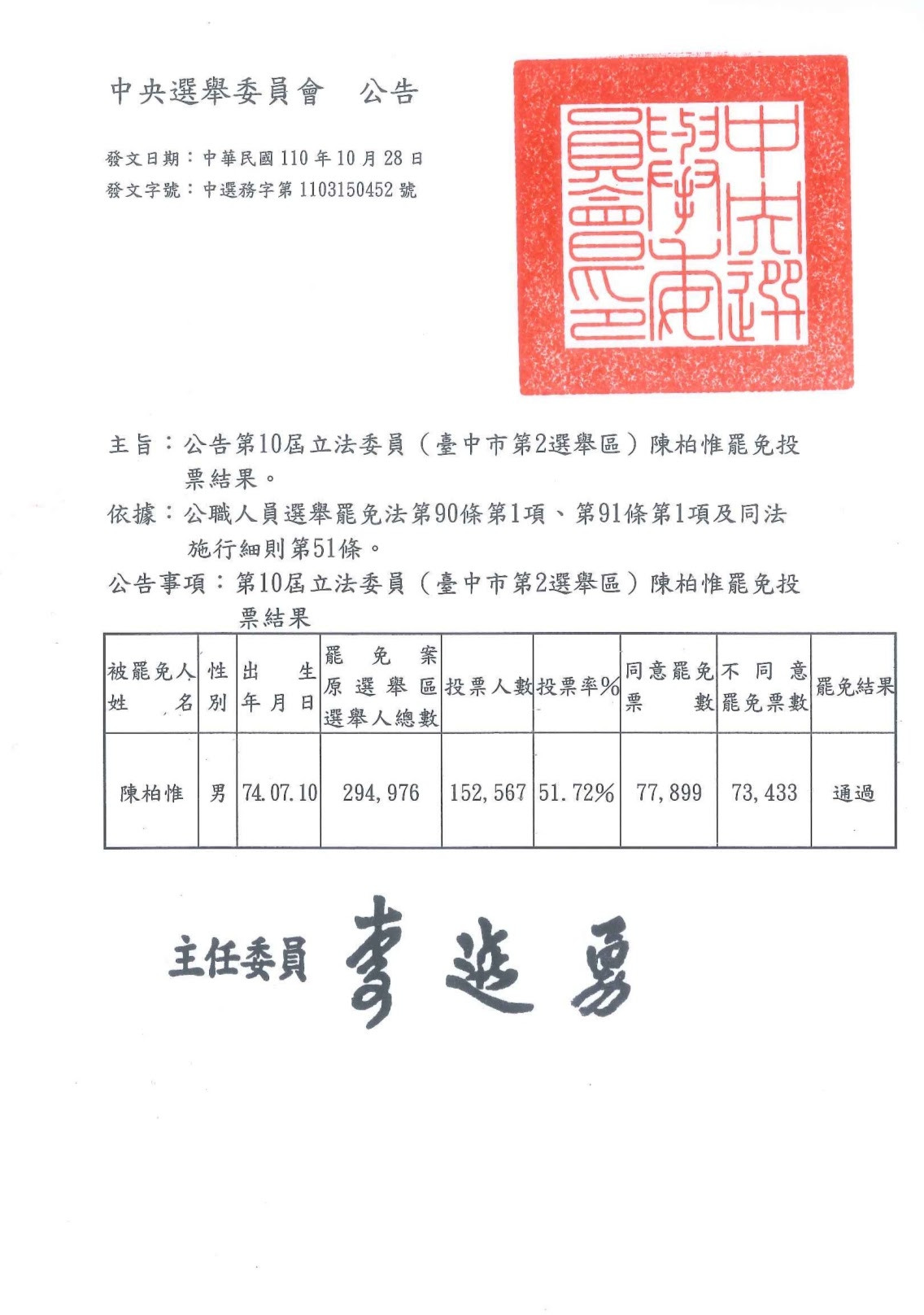
中央選舉委員會公告陳柏惟罷免案投票結果

|          |            | 個數    | ％     | 選舉人數％ |
| -------- | ---------- | ------- | ------ | ---------- |
| 選舉人數 | 選舉人數   | 294,976 | 100.00 | 100.00     |
| 門檻票數 | 門檻票數   | 73,744  | 25.00  | 25.00      |
|          | 同意票數   | 77,899  | 51.48  | 26.41      |
|          | 不同意票數 | 73,433  | 48.52  | 24.89      |
| 有效票數 | 有效票數   | 151,332 | 99.19  | 51.30      |
| 無效票數 | 無效票數   | 1,235   | 0.81   | 0.42       |
| 總投票數 | 總投票數   | 152,567 | 100.00 | 51.72      |
| 結果     | 結果       | 通過    | 通過   | 通過       |

| 區域   | 選舉人數 | 同意票數 | 占選舉人數(％) | 與選舉人數25％差距 | 占有效票數(％) | 不同意票數 | 與同意票數差距 | 占有效票數(％) | 有效票數 | 無效票數 | 總投票數 | 投票率 |
| ------ | -------- | -------- | -------------- | ------------------ | -------------- | ---------- | -------------- | -------------- | -------- | -------- | -------- | ------ |
| 沙鹿區 | 73,357   | 19,922   | 27.16%         | +1,582             | 53.00%         | 17,670     | -2,252         | 47.00%         | 37,592   | 341      | 37,933   | 51.71% |
| 烏日區 | 61,037   | 15,375   | 25.19%         | +115               | 48.95%         | 16,037     | +662           | 51.05%         | 31,412   | 222      | 31,634   | 51.83% |
| 大肚區 | 45,309   | 12,522   | 27.64%         | +1,194             | 52.48%         | 11,340     | -1,182         | 47.52%         | 23,862   | 199      | 24,061   | 53.10% |
| 龍井區 | 62,032   | 16,337   | 26.34%         | +829               | 52.35%         | 14,873     | -1,464         | 47.65%         | 31,210   | 260      | 31,470   | 50.73% |
| 霧峰區 | 53,241   | 13,743   | 25.81%         | +432               | 50.42%         | 13,513     | -230           | 49.58%         | 27,256   | 213      | 27,469   | 51.59% |
| 總計   | 294,976  | 77,899   | 26.41%         | +4,152             | 51.48%         | 73,433     | -4,466         | 48.52%         | 151,332  | 1,235    | 152,567  | 51.72% |

## 後續反應

### 中華民國

#### 民主進步黨
民进党发言人劉康彥表示，民进党尊重人民行使罢免权及罢免结果；但他表示，国民党在这段期间倾全党之力，对陈柏惟进行铺天盖地的人格毁灭，相关指控也与其立委职权的行使无关。劉康彥表示，国民党用不具正当性的理由，对只有一席立委的台湾基进进行報復式罢免，对民主政治不利，应适可而止。他指出，罢免案是少数否决多数，朝野政党应正视此制度性问题。
民進黨檢討認為，罷免通過的因素也有顏寬恆家族勢力龐大、陳柏惟負面新聞宣傳太盛等原因。臺南市市長黃偉哲、民進黨立委趙天麟、民進黨高雄市議員高閔琳、民進黨立委許智傑認為，應檢討現行罷免門檻設計。但民進黨立法院黨團總召集人柯建銘则認為，應多討論、共同協調，不能輸了就翻桌子、馬上修法。

#### 中國國民黨
對陳柏惟支持者與民進黨歸咎罷免門檻太低、蔡英文臉書稱「對於民主的發展，還有很多需要大家繼續努力的地方」，相較2020年高雄市市長韓國瑜罷免案時民進黨力挺，國民黨台北市議員王鴻薇批評，這是雙重標準；何況，按舊制《選罷法》，也會罷免成功。
國民黨主席朱立倫稱：民代要面對的是選區選民，應謙卑、認真負責表達民意、關心民眾；開口就抗中保台、意識形態，這樣的民代一定會被罷免掉的。針對民進黨內出現再修《選罷法》提高罷免門檻之聲音，朱立倫諷刺民進黨雙重標準：只要是罷免國民黨的，門檻越低越好；罷免綠營的，門檻就越高越好。

#### 臺灣民眾黨
台灣民眾黨新聞稿指出，從萊豬到疫苗採購，民進黨上下「靠勢」的嘴臉早已民怨沸騰；陳柏惟罷免案是人民對民進黨「側翼政治」與「意識形態治國」的反動、是民進黨執政不力的代罪羔羊，人民厭倦民進黨「國族意識的情緒勒索」。新聞稿呼籲台灣基進與民進黨：仇恨固然是政治動員有效的提款機，但政治的根源不該是透過標籤製造對立；抗中保台固然重要，但不該簡化為政治的全貌。

#### 時代力量
時代力量立委王婉諭表示：對於今天台中第二選區的罷免投票結果，她尊重地方民意結果。不過，王婉諭也直指：在這場罷免選舉的過程中，看到太多激化的對立，她不希望台灣政治最終只能走向仇恨動員。激情過去，明天還是要過日子，希望公共討論能回歸理性的政策討論及良善的對話溝通。

#### 台灣基進
臉書粉專《超譯蕭婆》於2022年11月23日公開一段影片，內容可見台灣基進黨主席陳奕齊（新一）替黨籍高雄市議員候選人張博洋拜票，向攤販拉票時表示，台灣基進是他創立、孩子都是他帶的。攤販順口提到早已從台灣基進退黨的陳柏惟，說「陳柏惟也是」；陳奕齊卻激動表示「說到柏惟，我就『嚥氣』：他是我教過裡面最不成材的一個」、「陳柏惟是草包，他都沒有在看書」。陳奕齊接著飆罵，陳柏惟的東西都是他們提供的，所以陳柏惟不知道自己在說什麼，「空有一張嘴，但沒內容」；高雄市有很多好人才，張博洋比陳柏惟好很多。
11月24日，台灣基進秘書長王興煥（格瓦推）說明：「台灣基進的所有幹部與候選人，都很優秀，也很為台灣前途拚命；（陳奕齊）身為主席，感到非常驕傲」。周偉航諷刺陳奕齊：「大家都是讀書人，看的書不一樣啦。」
11月25日，王浩宇在臉書分享該片，諷刺陳奕齊：「掃街掃到講人壞話，也是世界奇觀，是來敗票的吧！」

## 參看
- 罷免選舉
- 臺灣罷免制度
  - 2020年高雄市市長韓國瑜罷免案
  - 2021年桃園市第七選舉區市議員王浩宇罷免案
  - 2021年高雄市第九選舉區市議員黃捷罷免案
  - 2022年臺北市第五選舉區立法委員林昶佐罷免案
  - 2024年基隆市市長謝國樑罷免案
- 公職人員選舉罷免法
- 2020年中華民國立法委員選舉
  - 第10屆中華民國立法委員名單
- 2022年臺中市第二選舉區立法委員缺額補選

## 外部連結
- 罷免陳柏惟的Facebook專頁